# Benjamin Büchel
Benjamin Büchel, né le 4 juillet 1989, est un footballeur international liechtensteinois évoluant au poste de gardien de but au FC Vaduz.